# Redigobius chrysosoma
Redigobius chrysosoma е вид бодлоперка от семейство Попчеви (Gobiidae). Видът не е застрашен от изчезване.

## Разпространение
Разпространен е в Австралия, Бруней, Индонезия, Малайзия (Западна Малайзия и Сабах), Нова Каледония и Папуа Нова Гвинея.

## Описание
На дължина достигат до 4,9 cm.